# Tihomir Ognjanov
Tihomir Ognjanov (serbi ciríl·lic: Тихомир Огњанов), també anomenat Bata Ognjanov, (Subotica, 2 de març de 1927 - Subotica, 2 de juliol de 2006) fou un futbolista serbi de la dècada de 1950 i posteriorment entrenador.

## Trajectòria
Pel que fa a clubs, jugà a l'Spartak Subotica (en tres períodes diferents), al FK Partizan (mentre feia el servei militar, disputant només partits amistosos) i a l'Estrella Roja de Belgrad, club on guanyà dos campionats nacionals (1951, 1953) i dues copes iugoslaves (1949, 1950). Amb la selecció Iugoslava guanyà una medalla d'argent olímpica (a Helsinki 1952) i participà a dos Mundials (1950 i 1954). Posteriorment dirigí diversos clubs, principalment de la zona de Subotica.